# Apechoneura selvata
Apechoneura selvata là một loài tò vò trong họ Ichneumonidae.